# Micrurus boicora
Micrurus boicora — вид отруйних змій родини аспідових (Elapidae). Ендемік Бразилії. Описаний у 2018 році.

## Поширення і екологія
Micrurus boicora мешкають на півдні Рондонії та на півночі Мату-Гросу. Вони живуть в тропічних лісах.